# 特沃爾迪察市鎮
42°42′N 25°54′E / 42.7°N 25.9°E

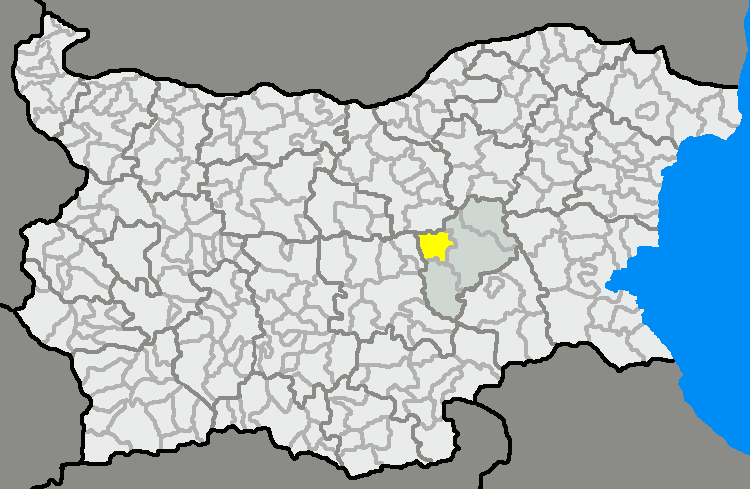

特沃爾迪察市，是保加利亞的城鎮，位於該國東部，由斯利文州負責管轄，首府設於特沃爾迪察，面積442.5平方公里，2008年人口15,334，人口密度每平方公里34.7人。